# Aliança Eslovena

Brasão da Aliança Eslovena

O Pacto Esloveno (Slovenska zaveza) ou Aliança Eslovena foi uma organização clandestina anticomunista formada na Eslovênia em abril de 1942  por vários partidos políticos não comunistas após o assassinato de Avgust Praprotnik (1891–1942) por agentes da Segurança e Inteligência Serviço (Varnostnoobveščevalna služba, VOS), precursor da polícia secreta iugoslava.  “Adotou um programa político que ecoou fortemente as posições políticas da OF” (Osvobodilna fronta).  Em 1943, as forças anticomunistas, incluindo o Pacto Esloveno, envolveram-se num conflito armado contra as forças partidárias no país e foram derrotadas. 